# Tlajomulco de Zúñiga
Tlajomulco de Zúñiga es una ciudad de la región Centro del estado de Jalisco, México. Forma parte del Área metropolitana de Guadalajara y se encuentra al suroeste de la misma. Es cabecera del municipio homónimo. Su nombre se interpreta como "Tierra en el Rincón". Según el censo 2020 de Población y Vivienda, la ciudad cuenta con 44,103 habitantes y se dedican principalmente al sector secundario.

## Escudo
El diseño ganador fue el que presentó el señor Ceferino Salas Andrade en abril de 1973. Y a partir de ese año se adoptó este escudo de manera oficial como el emblema de Tlajomulco de Zúñiga.
Escudo de Armas:
Es un escudo en forma de pergamino. Las armas coronadas por hojas de laurel son en honor del general Eugenio Zúñiga, quien en 1913 encabezó a cientos de valientes tlajomulcas que se unieron a la gesta revolucionaria.
Los cerros denominados Xomulli y Tlalli son parte del paisaje que rodea a la cabecera municipal, asimismo aluden al significado del nombre de Tlajomulco el cual se deriva de los vocablos tlalli (tierra), xomulli (rincón) y co (lugar), y que se traduce como “Lugar escondido”. Otros nahuatlatos afirman que se origina de los vocablos “tlaxomúlli” (rincón o esquina) y “co” (lugar) por lo que se interpreta como “en el rincón” o “tierra en el rincón”.
El cántaro representa la riqueza y tradición de los trabajos de alfarería que realizan los artesanos del lugar.
El pozo de piedra para extraer agua que existe en el pueblo simboliza la amistad.
Los surcos y la milpa aluden a una de las principales actividades económicas del municipio que es la agricultura, destacando los cultivos de maíz, sorgo, avena, garbanzo y hortalizas.
El tallo de la milpa está formado por un monograma formado por las iniciales TCP cuyo significado es “Trabajo, Ciencia y Progreso”.
La campana representa la Cofradía del Templo del Hospital que es una de las más añejas tradiciones que se conservan en el municipio ya que data del siglo XVI; y que consiste en que cada año se eligen seis familias, entre todas las que viven en Tlajomulco, quienes se encargarán de cuidar y administrar el Templo. Las familias que forman parte de La Cofradía adoptan los nombres de Tatita, Mayor, Topile, Mantopile, Sipil y Chiquito, en orden jerárquico. Las limosnas que se recaudan son administradas por la Cofradía durante un año y se destinan para hacer las fiestas, mantener limpio el templo y hacer los gastos necesarios.
El zual simboliza la cordialidad con que los habitantes de Tlajomulco conviven entre sí y con los demás pueblos. El zual es un dulce típico del municipio que está formado por pequeñas esferas elaboradas con hojas de maíz, que se rellenan con una mezcla de semillas de amaranto con miel, y se amarran para formar las bolitas que se van uniendo entre sí hasta forman una larga cadena.
El instrumento musical conocido como chirimía simboliza la tradición Tlaxomulli, ya que su presencia es indispensable en los días de fiesta que se viven en esta municipalidad.

## Toponimia
El nombre de Tlajomulco proviene del náhuatl tlalli 'tierra', xomulli 'rincón' y co 'lugar', interpretado como "tierra en el rincón". El apellido Zúñiga es de origen vasco y le fue dado en honor y memoria del general Eugenio Zúñiga, por decreto número 4561, publicado en el Periódico Oficial El  Estado de Jalisco el 27 de julio de 1939.

## Historia
Fue conquistado en 1530 por Nuño de Guzmán al mismo tiempo que conquistó a los indios de Tonalá. Durante la colonia se convirtió en un corregimiento de la Nueva Galicia y estaba compuesto casi en su totalidad por indígenas que a su vez eran campesinos.
Durante el siguiente siglo fue cambiando funciones administrativas, hasta que el 27 de marzo de 1939 obtiene el nombre de Tlajomulco de Zúñiga, en honor al General Eugenio Zúñiga (oriundo de Tlajomulco), y se convierte en cabecera municipal.
Sus antecedentes históricos se remontan hasta la época en que pasó por este lugar la raza nahua. La región de Tlajomulco perteneció al señorío de Tonallan y a los moradores de estas tierras se les llamó tlajomulcas. En 1266, en tiempos del rey Tlajomulpilli, el poblado llegó a ser poderoso, dominando hasta lo que hoy se conoce como Tala, Acatlán y otros pueblos cercanos.
Tlajomulco fue fundado con autorización del señorío De Tonalá, en agradecimiento a Pitláloc, Copaya, Pilili y Totoch, por resistir la invasión purépecha. En la primera mitad del siglo XVI, siendo cacique Coyotl, tenían como feudatarios a los pueblos de Cuyutlán, Cuescomatitlán, Cajititlán, Atlixtac (Santa Anita) y Xuchitlán, hasta que en 1530 fueron conquistados por Nuño Beltrán de Guzmán, que llegó a Tlajomulco siendo bien recibido por el cacique Coyotl, quien lo ayudó a la conquista de Tonalá. El cacique fue bautizado en este mismo año, apadrinándolo Nuño Beltrán de Guzmán y lo llamó Pedro de Guzmán.

### Cronología
- En 1811 el pueblo apoyó al cura Ramón Flores, quien murió peleando por la Independencia, en una acción que duró 8 horas hasta que sacó a los realistas de la plaza, quedando triunfantes los insurgentes.
- En 1824 se establecieron sus límites, comprendiendo los pueblos de Toluquilla, Santa María y San Sebastianito.
- En 1837 Tlajomulco fue cabecera de partido del distrito de Guadalajara.
- En 1846 fue cabecera de Tonalá y de uno de los 28 departamentos del estado.
- En 1883 obtuvo su autonomía municipal.
- El 17 de diciembre de 1939, por decreto del Congreso del Estado, cambió la denominación de su cabecera por la de Tlajomulco de Zúñiga.

## Infraestructura

### Educación
El 94,87% de la población es alfabeta, de los cuales el 28,83% ha terminado la educación primaria. El municipio cuenta con 201 preescolares, 207 primarias, 68 secundarias, 33 preparatorias, 4 centros de capacitación para el trabajo, 7 instituciones de educación superior ; Universidad de la Tecnológica Zona Metropolitana de Guadalajara, Centro Universitario de Tlajomulco UDG, Universidad de Especialidades y LAMAR Universidad, Instituto Tecnológico de Tlajomulco, UTEG, UNE.

### Salud
Actualmente dispone de diversas instituciones de salud; la UMF 59 (unidad de medicina familiar) perteneciente al Instituto Mexicano del Seguro Social y brinda atención a más de 14.266 derechohabientes y 9.291 habitantes, 16 centros de salud dependientes del gobierno estatal (Secretaría de Salud): en la cabecera municipal, Santa Cruz de las Flores, San Agustín, Tulipanes, Tepetates, Santa Cruz del Valle, Concepción del Valle, Cajititlan, Alameda, Zapote del Valle, entre otros; un centro de atención médica de la Secretaría de la Defensa Nacional y del Instituto Jalisciense de Asistencia Social (IJAS), un centro psiquiátrico, además un Hospital de asistencia privada.

### Deporte
Cuenta con centros deportivos, en los que se practica el deporte predominante: fútbol, pero también voleibol, basquetbol, golf, natación y atletismo. Además cuenta con centros culturales, plazas, parques, jardines, bibliotecas, plaza de toros, cine, y centros comerciales.

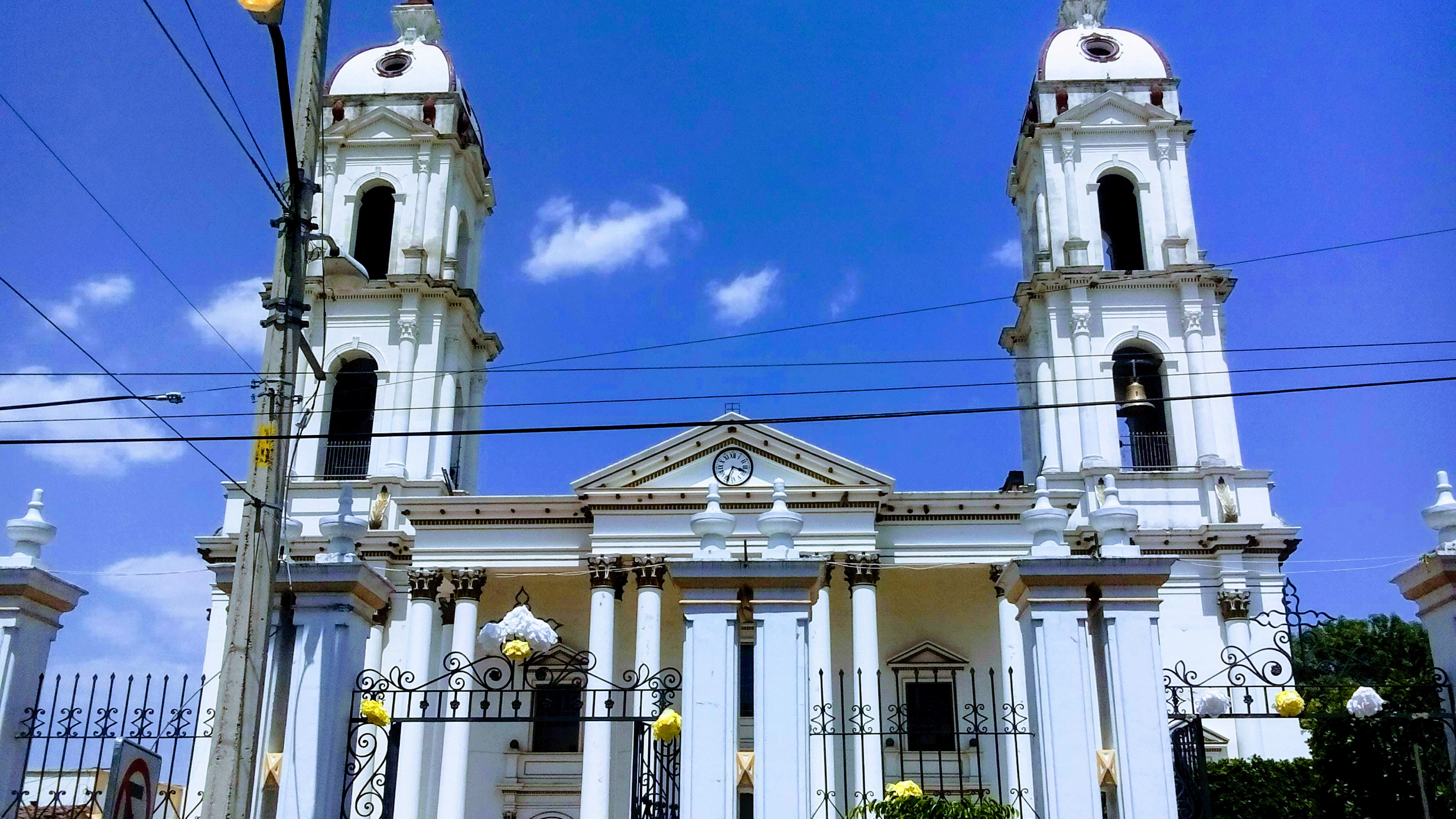
El templo de San Antonio de Padua es una de las construcciones más representativas de Tlajomulco de Zúñiga.

Tlajomulco FC: conocidos como "Los Reyes de Tlajomulco", en julio de 2013 fue presentado este equipo perteneciente a la 3.ª división de la liga mexicana de fútbol. La escuadra tiene como sede la Unidad Deportiva de la Cabecera Municipal donde disputa sus partidos como local. 
Escuela Municipal de Natación: fue inaugurada en julio de 2013 y se encuentra ubicada en el fraccionamiento Chulavista en la zona valle de Tlajomulco de Zúñiga. En este lugar los estudiantes aprenden diferentes estilos de nado como crol, dorso, mariposa y pecho.

### Vivienda
Cuenta con 50.989 viviendas, las cuales generalmente son privadas. El 91,97% tiene servicio de electricidad y el 81,03% tiene servicio de drenaje y agua potable. Su construcción es generalmente a base de bloc ladrillo y/o tabique.

### Servicios
Tlajomulco de Zúñiga proporciona a sus habitantes los servicios de agua potable (98%), drenaje y alcantarillado (99.8%), alumbrado público, red carretera, seguridad pública, centros deportivos, parques y jardines, un rastro, una biblioteca pública y un panteón. El 95,8% de los habitantes dispone de electricidad.

### Medios y vías de comunicación
El municipio cuenta con el Aeropuerto Internacional Miguel Hidalgo también conocido como Aeropuerto Internacional de Guadalajara. Es considerado como el tercer aeropuerto más importante del país. Tiene un superficie total de 1,063 hectáreas, a unos 1,528 metros sobre el nivel del mar.
La transportación a través de las vías terrestres se efectúan principalmente en la carretera Guadalajara-Morelia, carretera Tlajomulco-Chapala, carretera San Sebastián-Periférico, carretera Tlajomulco-Santa-Rosa y Tlajomulco-Tala. Además cuenta con una red de carreteras locales que comunican las localidades. Cuenta con transporte público, vehículos de alquiler y particulares. Los traslados ferroviarios se efectúan a través del Sistema de Ferrocarriles Nacionales de México.
Tlajomulco de Zúñiga también cuenta con los servicios de correo, telefonía, fax y radiotelefonía así como acceso a internet, señal de radio, televisión, televisión satelital y por cable.

## Demografía
De acuerdo al censo del 2020, la ciudad de Tlajomulco de Zúñiga cuenta con 44,103 habitantes de los cuales 22,420 son mujeres y 21,183 son hombres. La población por edades fue, 
- De 0 a 14 años, 13,062 habitantes
- De 15 a 69 años, 29,006 habitantes
- De 60 y más años, 3,118 habitantes

Fuente: 

## Cultura

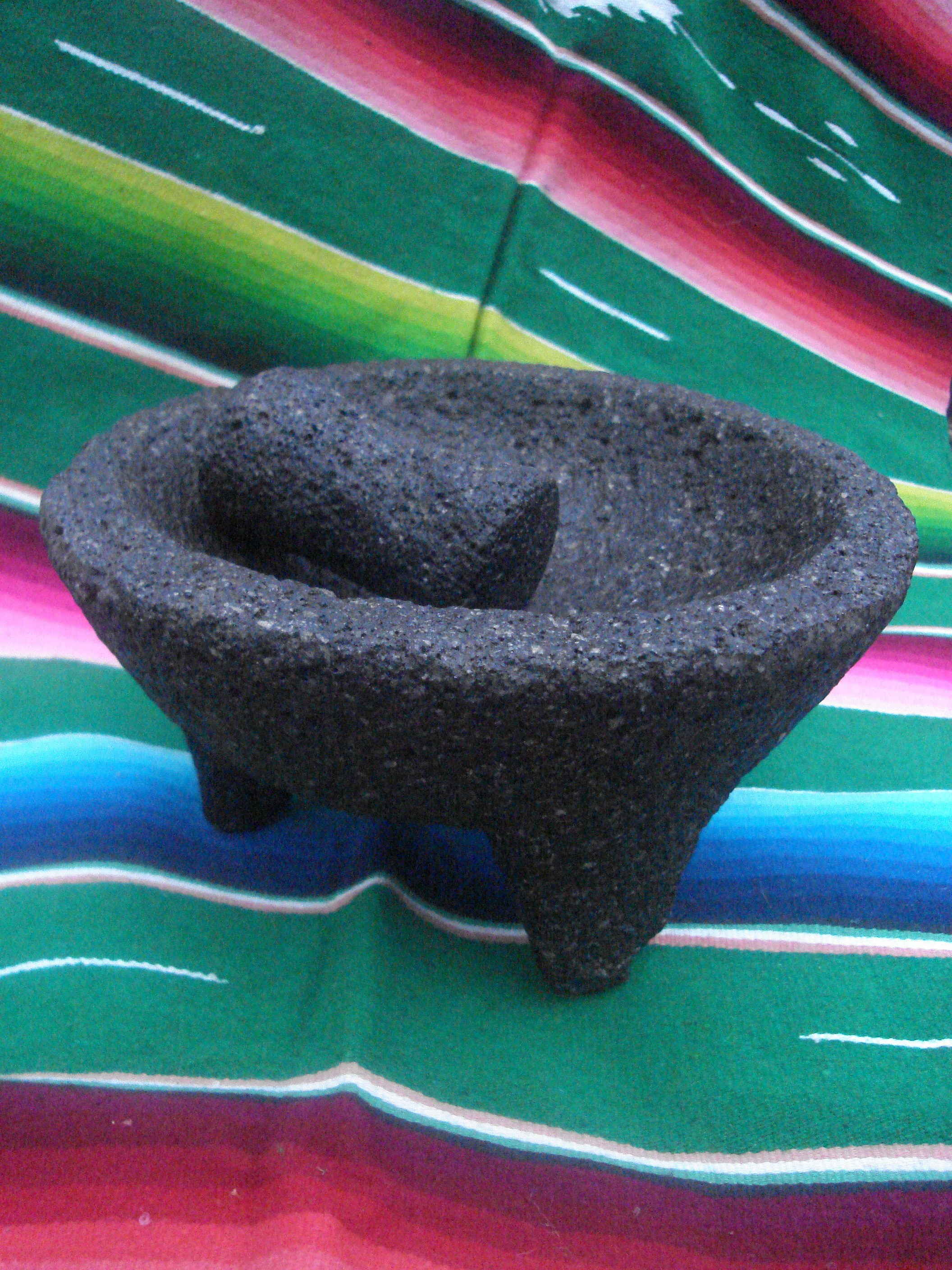
Se elaboran molcajetes en el municipio.

- Artesanías: destacan los huaraches, las tejas, la cerámica y alfarería bruñida, metates, molcajetes, sarapes, muebles de tipo colonial y rústico, talabartería, sillas de montar y mangos de madera. Artesanías en Piedra Basáltica. También es parte de sus artesanías el "queso negro", hecho con maíz negro, leche, cacao y piedra de basalto.
- Música: Orquesta municipal.
- Trajes típicos: para el hombre el traje de charro y para la mujer vestidos de manta.
- Gastronomía: destacan la birria y carnitas. La bebida acostumbrada es el tequila almendrado. Pulparindos, mazapanes y chicles son los dulces típicos de esta región.
- Centros culturales: Instituto de Cultura, Escuela del Mariachi y Escuela de Ballet.

### Fiestas y tradiciones
- Fiesta patronal en honor de la Purísima Concepción; se lleva a cabo del 29 de noviembre al 12 de diciembre.
- Semana Santa: Jueves y Viernes Santo.
- Día de la Santa Cruz: 3 de mayo.
- Fiesta en honor de la Virgen de Guadalupe: 12 de diciembre.
- Día de Muertos: 2 de noviembre.
- Celebración en honor a los Santos Reyes: Del 29 de diciembre al 8 de enero.
- Fiesta patronal en honor de san Sebastián; inicia en 11 de enero y termina el 20 del mismo mes.
- Fiestas Patronales en honor a San Isidro Labrador del 7 al 15 de mayo.